# سيمون غراند
سيمون غراند (بالإنجليزية: Simon Grand)‏ (23 فبراير 1984 في المملكة المتحدة - ) هو لاعب كرة قدم بريطاني في مركز الدفاع. لعب مع غريمسبي تاون ونادي روتشديل ونادي ساوثبورت ونادي كارلايل يونايتد ونورثويتش فيكتوريا وتيلفورد يونايتد ونادي بارو ونادي مانسفيلد تاون ونادي ألدرشوت تاون وفليتوود تاون ونادي موركامب.

## وصلات خارجية
- سيمون غراند على موقع قاعدة بيانات كرة القدم.إي يو (الإنجليزية)
- سيمون غراند على موقع Soccerbase.com (لاعب) (الإنجليزية)
- سيمون غراند على موقع Soccerway.com (الإنجليزية)